# Tenrec espinós petit
|  | Aquest article tracta sobre el tenrec. Vegeu-ne altres significats a «Echinops». |

El tenrec espinós petit (Echinops telfairi) és una espècie de tenrec endèmica de Madagascar. Els seus hàbitats naturals són els boscos secs tropicals o subtropicals, les sabanes seques, les zones arbustoses seques tropicals o subtropicals i les zones herboses seques baixes tropicals o subtropicals.
És l'única espècie del gènere Echinops.